# Tachina pallipalpis
Tachina pallipalpis là một loài ruồi trong họ Tachinidae.